# Mat Kearney
Mat Kearney ([cɑːniː]; * 1. Dezember 1978 in Eugene, Oregon) ist ein US-amerikanischer Songwriter und Sänger.

## Karriere
Mat Kearney stammt aus Oregon im Nordwesten der USA. Nach der Schulzeit an der South Eugene High School begann er an der California State University in Chico ein Literaturstudium. Erst während seiner College-Zeit dort entdeckte er sein Talent für das Schreiben von Liedtexten und Liedern. Nach dem dritten Jahr nahm er eine Auszeit, um mit dem befreundeten Plattenproduzenten Robert Marvin in Nashville Aufnahmen von eigenen Songs zu machen. Als er daraufhin vielversprechende Angebote von Plattenfirmen bekam, beschloss er, statt der Fortsetzung des Studiums eine Musikkarriere zu wagen.
Beim Label Inpop Records unterschrieb er einen Plattenvertrag und veröffentlichte 2004 sein Debütalbum Bullet. Nachdem seine Mischung aus Hip-Hop und Folk noch nicht den erhofften Erfolg gebracht hatte, setzte er bei seinem zweiten Album Nothing Left to Lose, das er bei Columbia veröffentlichte, mehr auf Gitarrenpop. Drei seiner Lieder konnte er in der Fernsehserie Grey’s Anatomy unterbringen und damit seine Bekanntheit steigern. Auch in anderen Serien wie Kyle XY, Laguna Beach oder Scrubs – Die Anfänger fanden seine Lieder immer wieder Verwendung. Mit dem Titelsong kam 2006 der Durchbruch. Das Lied stieg in den US-Singlecharts bis auf Platz 41. Er bekam dafür auch seine erste Goldene Schallplatte. Auch das Album kam in die offiziellen Charts und erreichte bei den Christian Albums (Christliche Popmusik) Platz 4.
Bis zum dritten Album City of Black & White vergingen drei Jahre. Damit kam Kearney schon bis Platz 13 der Billboard 200 und auf Platz 1 der Christian Albums, auch wenn mit Closer to Love nur ein kleinerer Songerfolg enthalten war. Dazu ging er unter anderem mit Keane auf Tour. Es folgte der Wechsel zu Universal. Eine weitere Tour 2011 mit Owl City ging mit der Veröffentlichung des Albums Young Love einher. Mit Platz 4 in den offiziellen Charts war es sein bislang erfolgreichstes Album und erreichte nicht nur bei Christian-Alben, sondern auch bei den Rock-Alben Platz 1. Mit Ships in the Night enthielt es einen weiteren Singlehit, der mit Gold ausgezeichnet wurde. Sein Song Sooner or Later war außerdem der Soundtrack für das Google-Zeitgeist-Video 2011.
Danach folgte eine längere Pause. 2014 schrieb Mat Kearney das Lied Coming Home, eine Heimathymne, für die Oregon Ducks, das Football-Team seiner Heimatstadt,. Im Jahr darauf spielte er es auch in einem Werbevideo für die Staatslotterie von Oregon. Im Frühjahr 2015 folgte wieder ein neues Album mit dem Titel Just Kids, bei dem er thematisch seine Jugendzeit in Oregon einfließen ließ. Es konnte den Erfolg des Vorgängers nicht wiederholen, brachte ihn aber zum dritten Mal auf Platz 1 der Christian-Charts. Mehrere Songs des Albums konnten sich auch in den Christian-Songs-Charts platzieren.

## Diskografie
Alben
- Bullet (2004)
- Nothing Left to Lose (2007)
- City of Black & White (2009)
- Young Love (2011)
- Just Kids (2015)
- Crazytalk (2018)
- January Flower (2021)

Singles
- All I Need (2006)
- Nothing Left to Lose (2006)
- Undeniable (2006)
- Breathe In, Breathe Out (2007)
- Closer to Love (2009)
- Hey Mama (2011)
- Down (2011)
- Ships in the Night (2011)
- Sooner or Later (2013)
- Coming Home (2014)
- Heartbeat (2014)
- Billion (2015)
- One Heart (2015)
- One Black Sheep (2015)
- Just Kids (2015)
- Heartbreak Dreamer (2015)
- Air I Breathe (2015)
- Goodbye (Filous feat. Mat Kearney, 2017)
- Walls (2019 mit Rozes)